# Маймунджилъци
„Маймунджилъци“ (на английски: Monkeybone) е американска черна комедия от 2001 г. на режисьора Хенри Селик, по сценарий на Сам Хам, продуциран от Майкъл Барнатан и Марк Радклиф. Филмът е комбинация от игрален филм и стоп-моушън анимация.
Във филма участват Брендън Фрейзър, Бриджит Фонда, Упи Голдбърг, Роуз Макгоуън, Дейвид Фоли, Джанкарло Еспозито, Меган Мълали, Лиса Зейн, Крис Катан, Джон Туртуро и Томас Хейдън Чърч.
Филмът е пуснат по кината в САЩ на 23 февруари 2001 г. от Туентиът Сенчъри Фокс. Оказва се пълен провал в боксофиса и получава предимно отрицателни рецензии от критиката.